# Jezail
Il jezail (in arabo جيزايل‎?, jezāʾīl, talvolta jezzail in Lingua pashtu traslitterata) è un semplice moschetto usato in passato in India e in Asia centrale e in parte del Medio Oriente.

Fu utilizzato nelle guerre anglo-afghane della prima metà dell'Ottocento.

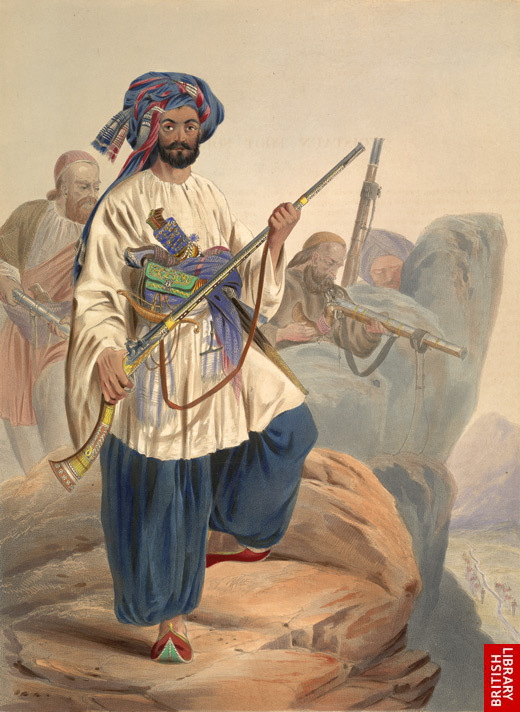
Scena immaginaria, ambientata durante la guerra anglo-afghana.

## Costruzione
Il jezail era un'arma da fuoco frutto del lavoro di un artigiano. I vari esemplari sono perciò molto difformi quanto a linea estetica e presentano quasi sempre un intricato e opulento apparato decorativo. Possono comunque essere tracciate delle caratteristiche distintive del "tipo Jezail":
- la canna è molto lunga, paragonabile per dimensioni al solo Longrifle nordamericano;
- il calcio ha forma curva.

Il meccanismo d'innesco è ad acciarino su alcuni esemplari e a miccia su altri.